# John Tavener
Per al compositor renaixentista, vegeu John Taverner.
Sir John Tavener (Londres, 28 de gener de 1944 − Child Okeford, Dorset, 12 de novembre de 2013) va ser un compositor britànic de música clàssica.

## Biografia
Tavener va cursar estudis de música a la Highgate School i posteriorment a la Royal Academy of Music, on va tenir com a tutor a Sir Lennox Berkeley entre d'altres. Va ser conegut per primera vegada el 1968 a causa de la composició de la seva cantata dramàtica The Whale, basada en el Llibre de Jonàs de l'Antic Testament.Aquesta obra va ser estrenada en el concert de debut de la London Sinfonietta i posteriorment es va gravar per la discogràfica Apple Records.
El 1977 va entrar a formar part de l'Església Ortodoxa Russa, romanent en ella durant dues dècades. A partir de l'esmentat moment, la teologia ortodoxa i la seva tradició litúrgica es van convertir en la influència més important de la seva obra. Tavener es va interessar particularment pel misticisme, estudiant i musicant els escrits de Pares de l'Església com Joan Crisòstom.
Una de les obres més populars i programades del repertori de Tavener és la seva breu composició coral en quatre parts sobre el poema The Lamb de William Blake, escrita el 1985. Aquesta peça, simple i homofònica, s'interpreta habitualment com a nadala.
Altres treballs importants posteriors són: The Akathist of Thanksgiving (1987, escrit en commemoració del millennium de l'Església Ortodoxa Russa); The Protecting Veil (interpretat per primera vegada pel violoncelista Steven Isserlis i la London Symphony Orchestra en The Proms de 1989); i Song For Athene (1993, de la que es recorda la seva interpretació en el funeral de Diana, Princesa De Gal·les el 1997). Posteriorment a la mort de Diana, Tavener també va compondre i va dedicar a la seva memòria la peça Eternity's Sunrise, basada en un poema de William Blake.
Posteriorment al seu abandonament del cristianisme ortodox, Tavener ha explorat altres tradicions religioses diferents, entre elles l'hinduisme i l'islamisme. El 2003, va compondre una obra excepcionalment extensa, The Veil of the Temple, la qual s'inspira en texts de diferents religions. Requereix per a la seva interpretació el concurs de quatre cors, diverses orquestres i solistes i la seva durada assoleix les set hores.
Mentre que les primeres composicions de Tavener es troben influïdes per l'obra d'Ígor Stravinski, la seva música més recent és més escassa, utilitza un ampli registre musical i és habitualment diatònicament tonal. Alguns crítics han vist similituds entre la seva obra i la d'Arvo Pärt, des de la seva tradició religiosa comuna fins a detalls tècnics de la longitud de les frases, diatonisme i els seus coloristes efectes de percussió. Olivier Messiaen ha estat citat també com una influència important en les seves primeres obres.
El 2000 John Tavener va ser investit amb el títol de "Sir" pels seus serveis a la música.
El 2006 va compondre una obra de quinze minuts titulada Fragments of a Prayer per al film Children of Men del director mexicà Cuarón.

## Obres fonamentals
- The Whale (1966; per a solistes, narrador, cor SATB, cor infantil i orquestra).
- Celtic Requiem (1969; per a soprano, cor de nens i orquestra).
- The Protecting Veil (1988; violoncel, cordes).
- Ikon Of The Nativity (1991; cor SATB a cappella).
- Song For Athene (1993; cor SATB).
- Lamentations And Praises (2001; 12 veus masculines, quartet de corda, flauta, trombó baix, percussió).
- The Veil of The Temple (2002; per a soprano, cor SATB, cor infantil i conjunt).
- Schuon Lieder (2003; per a soprano i conjunt).
- Laila (amu) (2004; soprano, tenor, orquestra).
- Lament For Jerusalem (2006; soprano, contratenor, cor SATB i orquestra).